# 0079-0088
『0079-0088』（ダブルオーセブンティナインダブルオーエイティエイト）は2007年12月19日に発売されたGacktのコンピレーション・アルバム。限定版2枚を含め3枚がリリースとなった（収録曲はどれも同じ）。
- 0079-0088 通常版
  - キャッチコピーは「26年の時を越えてあの名曲たちが甦る」
- 0079-0088 feat.Char Aznable セリフ入り・生産限定版
  - キャッチコピーは「シャアの苦悩と信念が今ここに」
- 0079-0088 feat.Amuro Ray セリフ入り・生産限定版
  - キャッチコピーは「アムロの言葉にならなかった叫びがここにある」

## 概要
本作品はガンダムの生みの親、富野由悠季監督への誕生日プレゼントとして、「劇場版 機動戦士ガンダム」、「劇場版 機動戦士Ζガンダム」の主題歌を全て（22ndシングル「Metamorphoze 〜メタモルフォーゼ〜」を除く）アレンジし発表したものである。
限定版ではシャア・アズナブルの声優の池田秀一とアムロ・レイの声優の古谷徹を迎え富野由悠季監督の監修のもと、全てニュー・アフレコで本作品の楽曲とともに収録した。「機動戦士ガンダム劇場版メモリアルボックスDVD発売記念プレミアム上映会」にて、シークレットゲストとして登場し、「一曲に4か月かかったものもあった」などとこの作品に対しての思いを熱く語った。しかしそれとは半面に「旅に出ようかと思った」「2度とやりたくない」などと本作品を作成する上での苦労も語った。

## 収録曲
1. 哀 戦士
2009年3月稼働のアーケードゲーム、『機動戦士ガンダム ガンダムVS.ガンダム NEXT』メインテーマ（タイアップ）。
2. Metamorphoze
22ndシングル。6thアルバム『DIABOLOS』同様、サブタイトルである「〜メタモルフォーゼ〜」の表記が消されている。
3. 君が待っているから
4thアルバム『Crescent』収録。
4. mind forest
4thアルバム『Crescent』収録。
5. 砂の十字架〜Interlude〜（原曲：やしきたかじん、作曲：谷村新司）
6. Dybbuk
4thアルバム『Crescent』収録。4thアルバム『Crescent』では、アウトロが次曲である「mind forest」と被っていたが、ミックス違いで次曲と被らない形での収録となった。
7. Dears
1stアルバム『MARS』収録。1stアルバム『MARS』では、アウトロが次曲である4thシングル「OASIS」と被っていたが、ミックス違いで次曲と被らない形での収録となった。
8. Love Letter
25thシングル。
9. めぐりあい